# Восточный Пенджаб
Восточный Пенджаб (с 1950 года — просто Пенджаб) — штат Индии, существовавший в 1948—1956 годах. Столица — Патиала.
Штат был образован после раздела Британской Индии из вошедшей в состав Индийского Союза части бывшей британской провинции Пенджаб, при этом не входившие в состав британской провинции пенджабские туземные княжества объединились в отдельный штат PEPSU (Патиала и союз государств восточного Пенджаба). 26 января 1950 года вступила в силу Конституция Индии, в соответствии с которой штат Восточный Пенджаб получил название «Пенджаб».
В 1956 году, в соответствии с Актом о реорганизации штатов, штаты PEPSU и Пенджаб были объединены в единый штат Пенджаб.

PEPSU на территории Восточного Пенджаба